# Aubertin
Aubertin es una comuna francesa de la región de Aquitania en el departamento de Pirineos Atlánticos.
Aubertin fue mencionada por primera vez en el año 1128 con el nombre de Albertinus.

## Demografía
| 1 150 | 1 103 | 1 168 | 970 | 1 098 | 1 102 | 1 081 | 1 089 | 1 002 | 901 | 912 | 912 | 928 | 851 | 854 | 826 | 850 | 825 | 822 | 796 | 644 | 626 | 573 | 554 | 533 | 473 | 456 | 398 | 455 | 571 | 607 | 632 | 627 |
| Para los censos de 1962 a 1999 la población legal corresponde a la población sin duplicidades (Fuente: INSEE [Consultar]) |       |       |     |       |       |       |       |       |     |     |     |     |     |     |     |     |     |     |     |     |     |     |     |     |     |     |     |     |     |     |     |     |